# Накорінниця
Накорінниця (Phelypaea) — рід квіткових рослин родини Orobanchaceae з Балкан, Греції, Криму, Кавказу, Анатолії, Леванту, Іраку та Ірану. Це кореневі паразити, які не можуть проводити фотосинтез і їх можна побачити над землею лише під час цвітіння.

## Види
Рід містить такі види:
| Зображення | Наукова назва                       | Розповсюдження                                               |
| ---------- | ----------------------------------- | ------------------------------------------------------------ |
|            | Phelypaea boissieri (Reut.) Stapf   | Албанія, Греція, Югославія                                   |
|            | Phelypaea coccinea (M.Bieb.) Poir.  | Греція, Іран, Крим, Ірак, Ліван-Сирія, Закавказзя, Туреччина |
|            | Phelypaea helenae Popl. ex Sukaczev | Крим                                                         |
|            | Phelypaea tournefortii Desf.        | Закавказзя, Туреччина                                        |